# Aurélie Luhaka
Aurélie Luhaka est une joueuse de handball congolaise. Elle joue pour le club HB Octeville et est membre de l'équipe nationale de la RD Congo. Elle a participé au Championnat du monde féminin de handball 2015 au Danemark.